# Shane Hammink
Shane Hammink  (Baton Rouge, Luisiana, 22 de julio de 1994) es un jugador de baloncesto nacido en Estados Unidos pero con nacionalidad holandesa. Con 2,01 metros de altura juega en las posiciones de escolta y alero. Actualmente forma parte de la plantilla del New Heroes Den Bosch de la DBL, la primera división del baloncesto holandés.

## Trayectoria deportiva
Hammink es hijo del exjugador Geert Hammink, pívot holandés que jugó 3 temporadas en la NBA, además de hacer carrera en países como Alemania, Grecia e Italia. También participó en la pretemporada de Baskonia en 1997. 
Hammink se formó como jugador en Holanda, aunque también pasó por la prestigiosa Canarias Basketball Academy en la temporada 2011-12. Tras su paso por las islas dio el salto a la NCAA, concretamente a la Universidad de Louisiana State, en la que pasó dos años. Posteriormente el jugador solicitó el transfer a la Universidad de Valparaiso. Con los Crusaders, como escudero de la estrella Alec Peters, firmaría en su año sénior unos promedios de 15.1 puntos, 3.9 rebotes y 2.5 asistencias. El jugador además ha sido internacional con Holanda en todas las categorías.
En junio de 2017 firma por el Club Basket Bilbao Berri. El jugador nacido en Baton Rouge (EE. UU.) firma con los hombres de negro por dos temporadas con opción a una tercera.
En la temporada 2021-22, firma por el New Heroes Den Bosch de la DBL, la primera división del baloncesto holandés.

### Selección nacional
En septiembre de 2022 disputó con el combinado absoluto neerlandés el EuroBasket 2022, finalizando en vigesimosegunda posición.